# Miyazaki-præfekturet
Miyazaki-præfekturet (宮崎県 Miyazaki-ken) er et præfektur i Japan.
Præfekturet ligger på den sydøstlige del af øen Kyūshū. Det har 1.061.032 (2021) indbyggere og et areal på 7.736 km2
. Hovedbyen er byen Miyazaki.